# María Recasens Gassió
María Recasens Gassió (El Vilosell, 1902 - Barcelona, 1989) fue una militante tradicionalista y farmacéutica española. 

## Biografía
Se licenció en Farmacia por la Universidad de Barcelona en 1926, ejerciendo la profesión en Lérida desde 1927 hasta su jubilación en 1978. Perteneciente a una familia profundamente carlista, dirigió durante la Segunda República Española la agrupación femenina «Las Margaritas», a la cabeza de la cual pronunció numerosos mítines por varios pueblos de las comarcas de Lérida, en compañía de la dirigente nacional María Rosa Urraca Pastor.
Durante la Guerra Civil Española fue delegada de Frentes y Hospitales, delegación creada por la organización carlista con el objetivo de atender a los combatientes del bando sublevado. Al frente de la delegación en Lérida, desarrolló una ingente actividad de asistencia en los hospitales, confeccionando ropa de abrigo y diversas tareas de atención a los soldados heridos. Una vez terminada la guerra, se integró en la Sección Femenina de la Falange Española Tradicionalista y de las JONS (1939), como consecuencia de la reunificación de que fueron objeto las delegaciones de Frentes y Hospitales, Auxilio Social y Sección Femenina a partir de abril de 1937. Sin embargo, las reiteradas discrepancias ideológicas y los duros enfrentamientos fueron constantes entre mujeres falangistas y tradicionalistas.
La trayectoria de María Recasens refleja la inadaptación de una parte del carlismo al organigrama del Estado franquista, una situación que comportó su completa desaparición en el ámbito ideológico y estructural del Movimiento Nacional. Esto hizo que, como otras compañeras carlistas, María Recasens abandonara la Falange femenina ya desde principios de la década de 1940, dejando la militancia activa para dedicarse principalmente al ejercicio de su profesión.